# Chemin Podsosensky

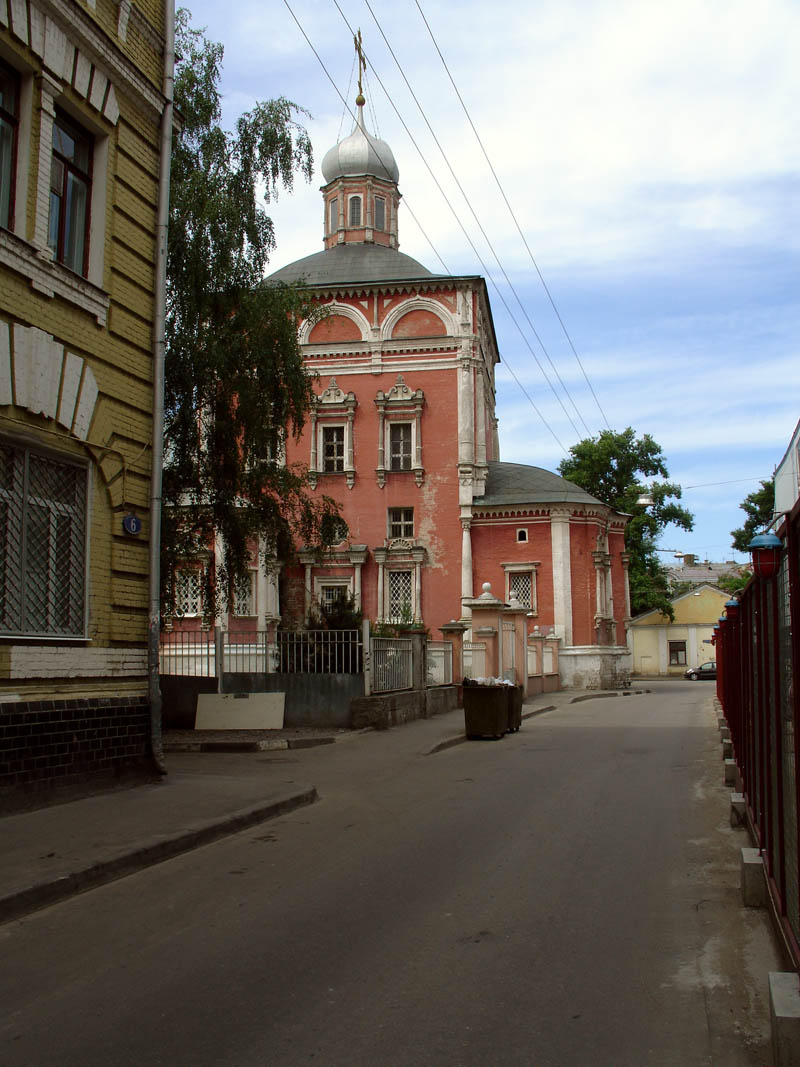
Vue de l'église de la Présentation (1688-1701).

Le chemin Podsosensky (ou voie, ou ruelle), en russe Подсосенский переулок (Podsossenski pereoulok), ce qui signifie Sous-les-Pins, est une rue du centre historique de Moscou.

## Situation et accès
Située dans l'arrondissement Basmanny, cette rue débute chemin Barachevsky et se termine rue Vorontzovo Polé (rue du champ de Vorontzovo).
Elle comprend une zone de style Art nouveau (numéros 6 à 18) et une zone de constructions du XVIIe au XIXe siècle (21, 25, 26, 30).
Transports
- Trolleybus 25 et 45 à partir de la station de métro Kitaï Gorod.

## Historique
Avant 1922, elle s'appelait chemin (ou voie) de la Présentation (d'après l'église du même nom, l'église de la Présentation-sous-les-Pins), mais comme il y avait trois chemins de la Présentation à Moscou à cette époque, les rues ont été renommées. 

## Bâtiments remarquables et lieux de mémoire

### Numéros impairs
- N°5-7, bât. 1: immeuble de la seconde moitié du XIXe siècle construit par Lev Kravetski et Semion Barkov.
- N°11, immeuble de rapport, patrimoine protégé, construit en 1875-1877 sur les fondations d'un édifice du XVIIIe siècle. Architecte: Alexandre Popov.
- N°13, immeuble d'habitation coopérative; immeuble de briques construit en 1926, comprenant huit appartements de cinq pièces. Façade de style postconstructiviste. Staline fit don d'un des appartements à son médecin personnel en 1930 (numéro 6, 3e étage), Ivan Valedinski. Au milieu des années 1930, tous les appartements ont été transformés en appartements communautaires. Un quatrième étage a été construit dans les années 1950, puis un cinquième étage dans le bâtiment côté cour.

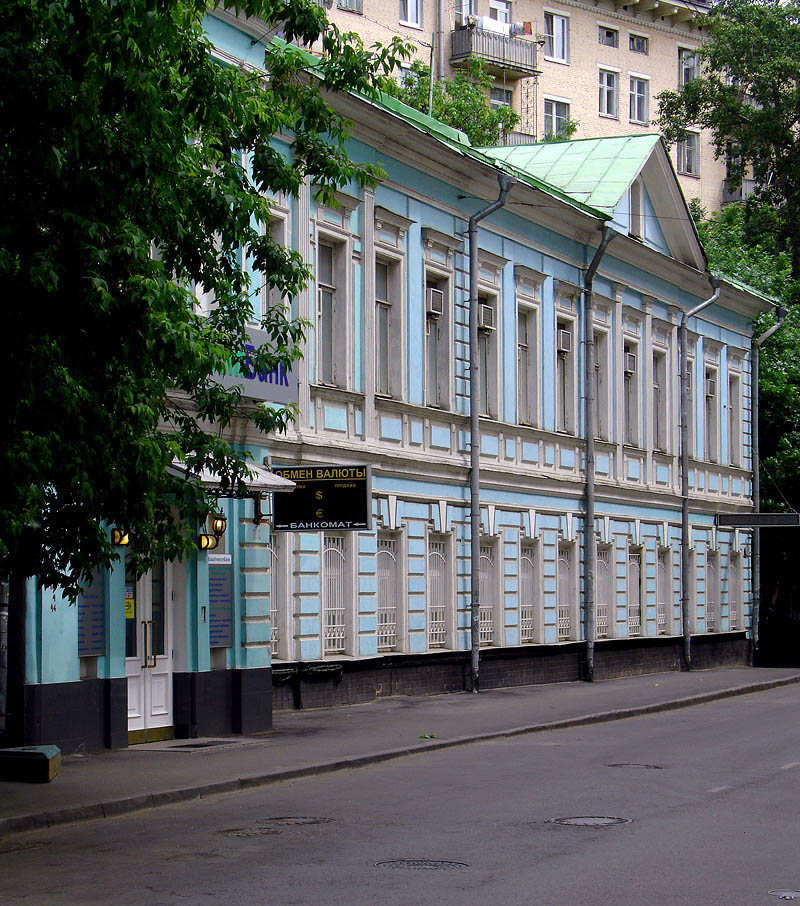
№ 17, architecte: Mikhaïl Bougrovski, 1888-1889

- N°17, hôtel particulier Fomitchov: Cette demeure néoclassique a été construite en 1888-1889 par Mikhaïl Bougrovski. L'ethnographe Mark Kosven[1] y a habité.
- N°19/28, immeuble de rapport de quatre étages à l'angle du chemin Lialine, construit en 1910 selon les plans de l'architecte Olgerd Piotrovitch. L'immeuble est caractérisé par ses céramiques glasurées et ses reliefs de rubans et de couronnes en corniches.
- N°21, hôtel particulier Morozov: cette demeure a été construite au début du XVIIIe siècle au fond de la cour. Une nouvelle aile est construite du côté sud le long de la voie au début du XIXe siècle. La célèbre famille d'industriels vieux-croyants, Morozov, l'acquiert en 1839. En 1879, l'architecte Dmitri Tchitchagov construit à la place du bâtiment d'angle le long de la rue un nouvel hôtel particulier d'un étage supérieur, avec tout le confort moderne. L'intérieur est confié à l'architecte Franz Schechtel et à Ilya Bondarenko. Alexeï Morozov (1857-1934) commande des fresques sur panneau à Mikhaïl Vroubel. Il réunit dans cet hôtel ses somptueuses collections. Un musée de la porcelaine ouvre en 1919, basé sur son ancienne collection. Il y avait aussi un oratoire vieux-croyant à l'intérieur[2]. Ensuite l'édifice abrite l'Institut des méthodes d'enseignement extra-scolaire, puis dans les années 1930 le siège de l'entreprise d'État soviétique «Союзтранспроект» (Soyouztransproïekt)[3].
- N°23, hôtel particulier, patrimoine protégé, construit en 1880 par Constantin Busse[4]. En 2012, l'édifice est loué par la compagnie «Старый квартал» (Stary kvartal) pour un rouble le mètre carré par an, à charge de restaurer l'hôtel particulier. Le locataire ôte en 2013 les murs de l'étage supérieur et la toiture pour les remplacer par une couverture de béton.

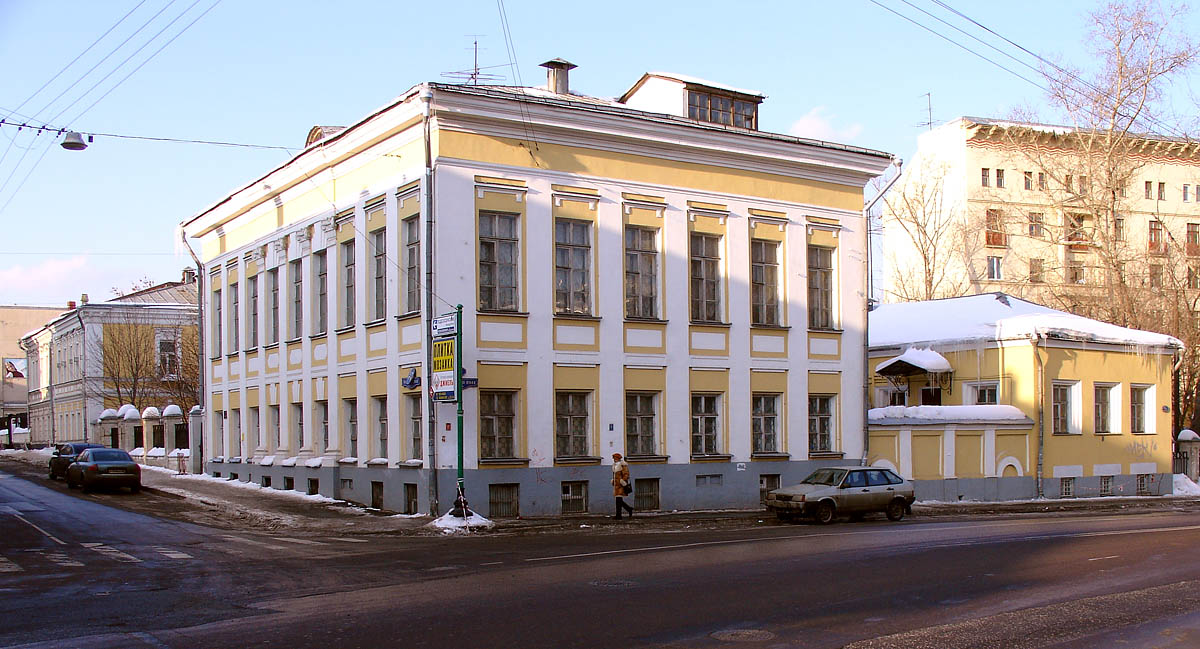
№ 25/13, XVIIe siècle — première moitié du XIXe siècle.

- N°25/13, hôtel particulier Syreïchtchikov (famille des Rakhmanov): cette maison se trouve à la jonction de la rue Vorontzovo Polé et ses fondations datent du XVIIe siècle. Elle est de style néoclassique du XVIIIe siècle avec sa façade décorée de pilastres lointainement inspirés de l'ordre ionique et d'éléments ornementaux variés. Le premier étage a conservé son enfilade de salons.
- N°25, bât. 3 (patrimoine protégé), aile d'un hôtel particulier des XVIIIe-XIXe siècles.

### Numéros pairs
- № 2/8, église de la Présentation-sous-les-Pins (ou de Barachi) construite à la fin du XVIIe siècle et au début du XVIIIe siècle. Une première église de pierre est consacrée en 1647. L'édifice actuel date de 1688-1701. Elle souffre de l'incendie de la ville qui s'est produit en 1737 le jour de la Trinité. Lors de sa restauration, on ajoute un clocher.
- № 6, immeuble de rapport Kassatkine: cet immeuble de quatre étages donnant sur le parvis de l'église est construit en 1902-1904 par Mikhaïl Bougrovski avec des façades décorées de briques. Elles sont refaites dans les années 1960 avec des briques ocre et des éléments blancs. L'immeuble est restauré en 1977[5]. Le révolutionnaire et écrivain hongrois Máté Zalka y a demeuré dans les années 1920.
- № 8, bât. 1, immeuble de rapport Такке construit en 1905 par Sergueï Voskressenski. Le poète Victor Goussev y a passé son enfance et sa prime jeunesse.

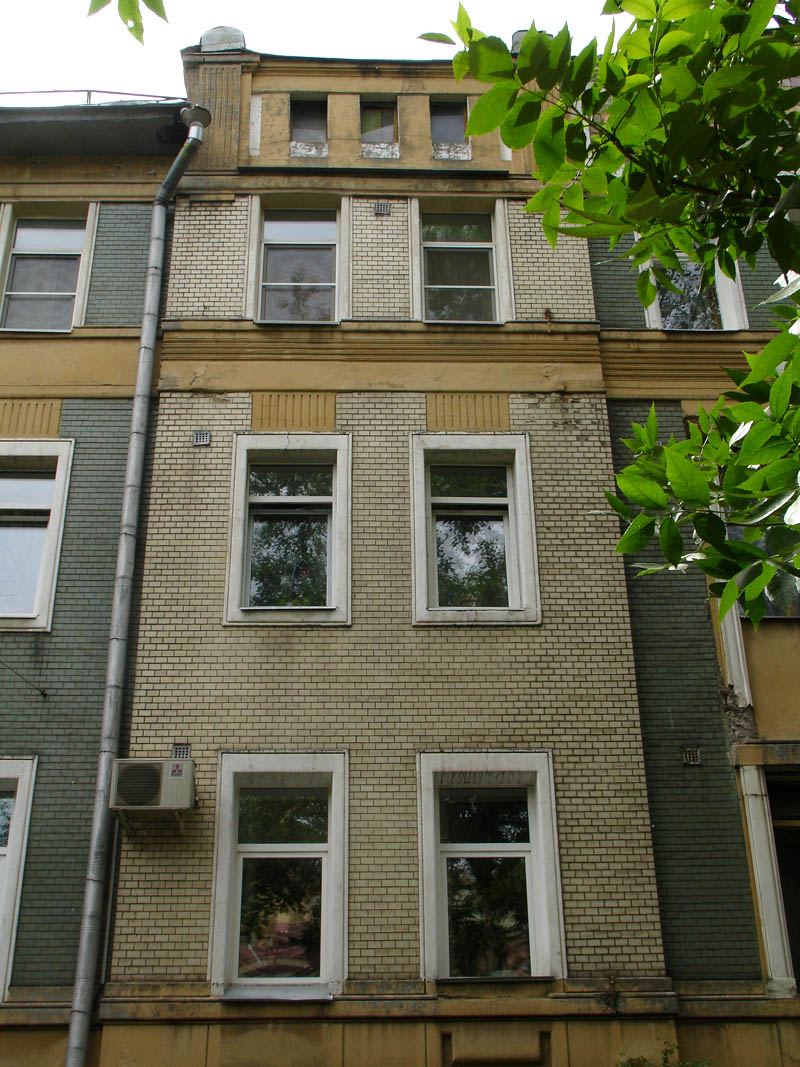
№ 8, bât. 2, début du XXe siècle.

- № 8, bât. 2, immeuble de rapport construit au début du XXe siècle.
- № 14, bât. 1, immeuble de rapport construit en 1910 par Viktor Mazyrine.
- № 14, bât. 2, maison Chtcheglov construite en 1901 par Ivan Kondratenko.
- № 18/5, immeuble de rapport construit en 1903-1904 par Guéorgui Makaïev, faisant partie du patrimoine protégé au niveau régional. Il est surnommé la « maison aux pavots ». Situé au coin du chemin Kazarmenny ( de la Caserne), c'est un exemple très original de l'architecture Modern Style moscovite[6], avec ses balcons, attiques, oriels, et ses sculptures en façade figurant des tiges de fleurs et des pavots. Cependant des vitraux, tourelles et figures de lions d'origine ont disparu, etc. L'immeuble nécessite des restaurations. Au départ l'architecte Makaïev est le propriétaire de cet immeuble dans lequel il s'est réservé un appartement (qu'il conserve après les changements de propriétaire), puis l'immeuble est vendu à Mme Tarkhovaïa, puis à Mme Sophie Biélogolovovaïa. À l'époque soviétique, les appartements sont transformés en appartements communautaires et le restent jusqu'au milieu des années 1990.
- № 20/12, Ancien lycée scientifique[7] Voskressenski de style néoclassique avec rotonde, construit en 1914 par Ivan Florinski. L'immeuble abrite aujourd'hui l'université Touro de Moscou.
- № 22, immeuble de rapport construit en 1915 par Sergueï Zalesski. Les derniers étages ont été touchés par les bombes allemandes en 1941, et sont reconstruits ensuite, mais le reste de l'immeuble conserve ses éléments néoclassiques.
- № 26, hôtel particulier Tchetverikov-Matioutine-Yélaguine construit aux XVIIIe-XXe siècles avec une maison de maîtres et deux ailes.
- № 30, hôtel particulier Prokhorov-Khloudov, construit à la fin du XVIIIe siècle et au début du XIXe siècle. Il est réaménagé au milieu des années 1990 par la compagnie coréenne Samsung Engineering & Construction, filiale de Samsung Group. Cet édifice du patrimoine protégé retrouve ses éléments décoratifs de façade, l'intérieur est restauré avec bas-reliefs etc.[8]. Au début des années 2000, les bureaux de la Dresdner Bank s'y installent et en 2010 l'hôtel particulier est vendu à la Rossenergobank (Росэнергобанк)[9]. La maison de maîtres, les ailes et le portail font partie du patrimoine protégé au niveau régional.

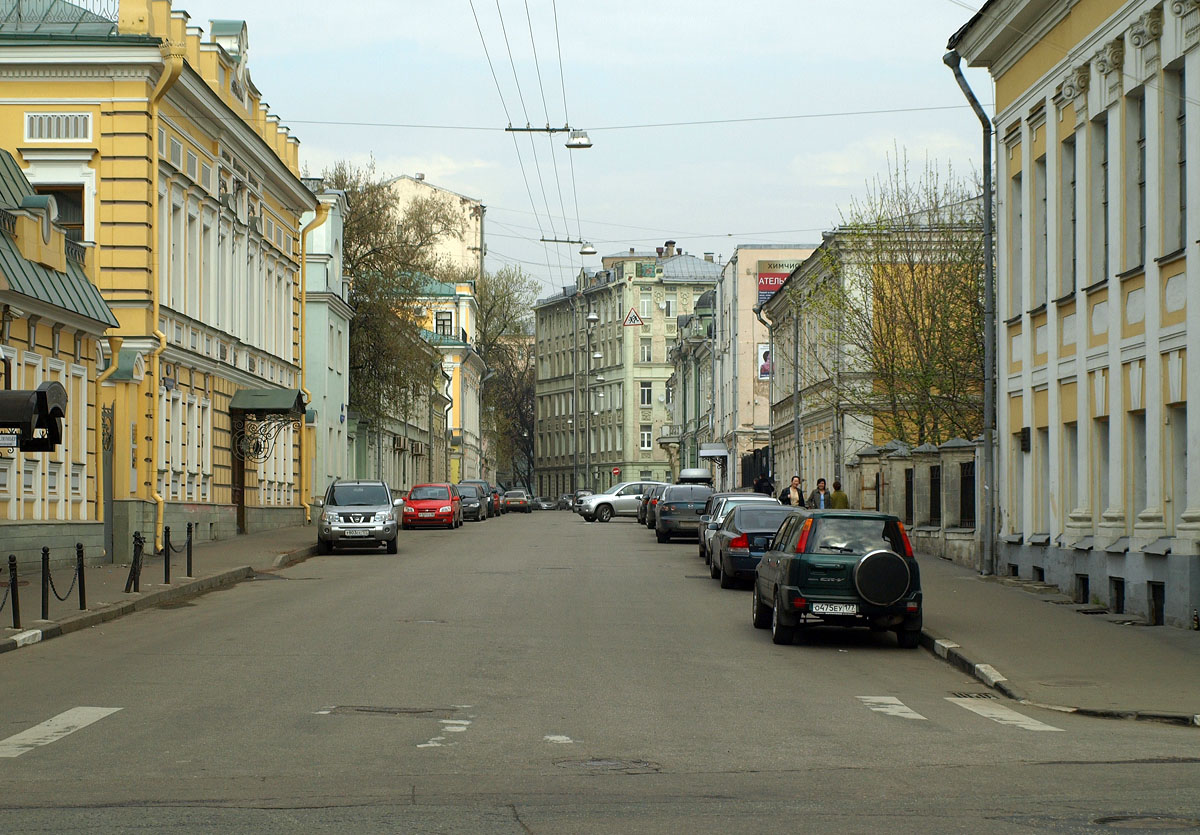
Vue sud du chemin Podsossensky, au fond l'immeuble du numéro 19/28, à gauche l'hôtel particulier Prokhorov-Khloudov en jaune.
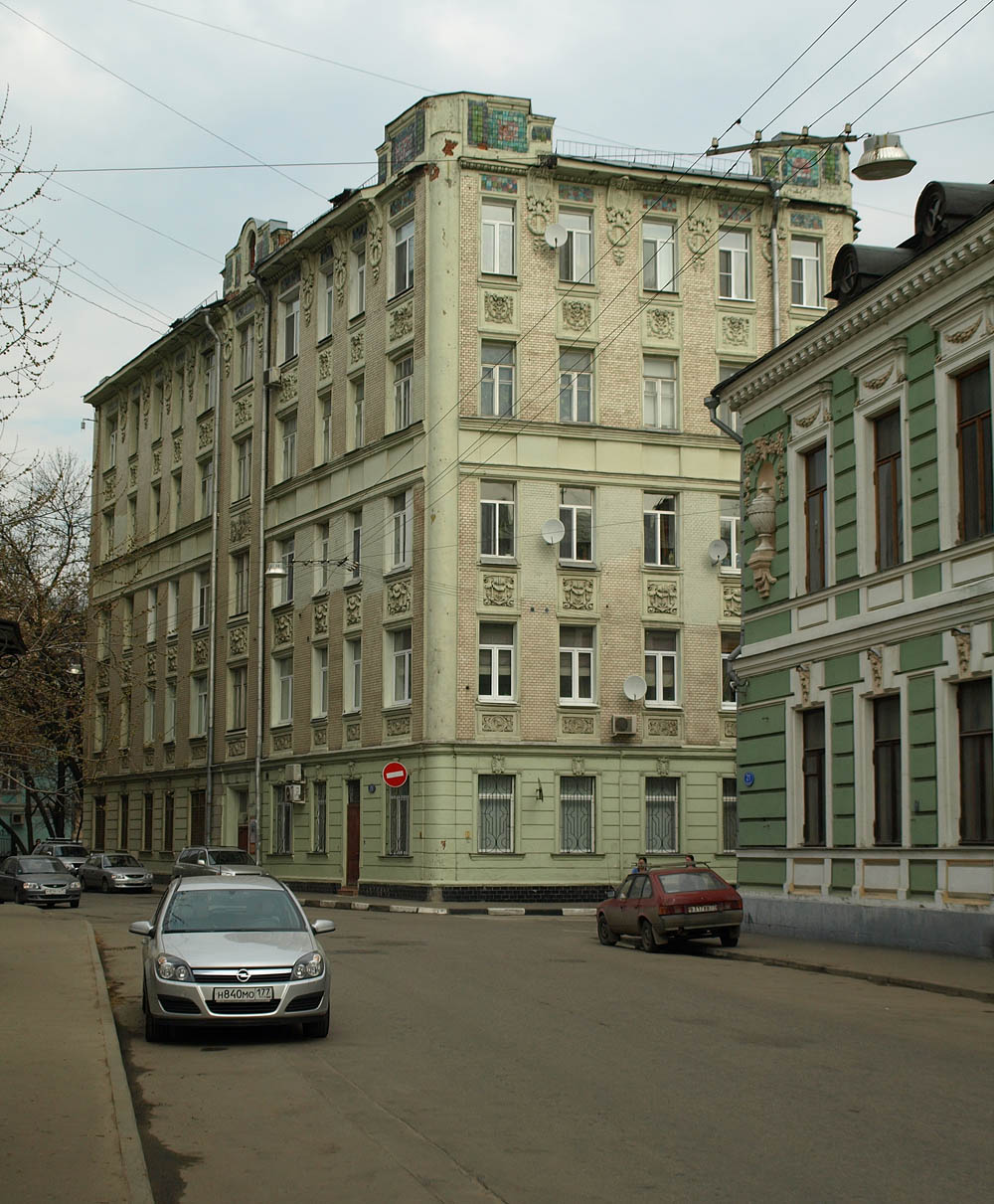
Immeuble au numéro 19/28, en face de l'hôtel particulier Morozov.
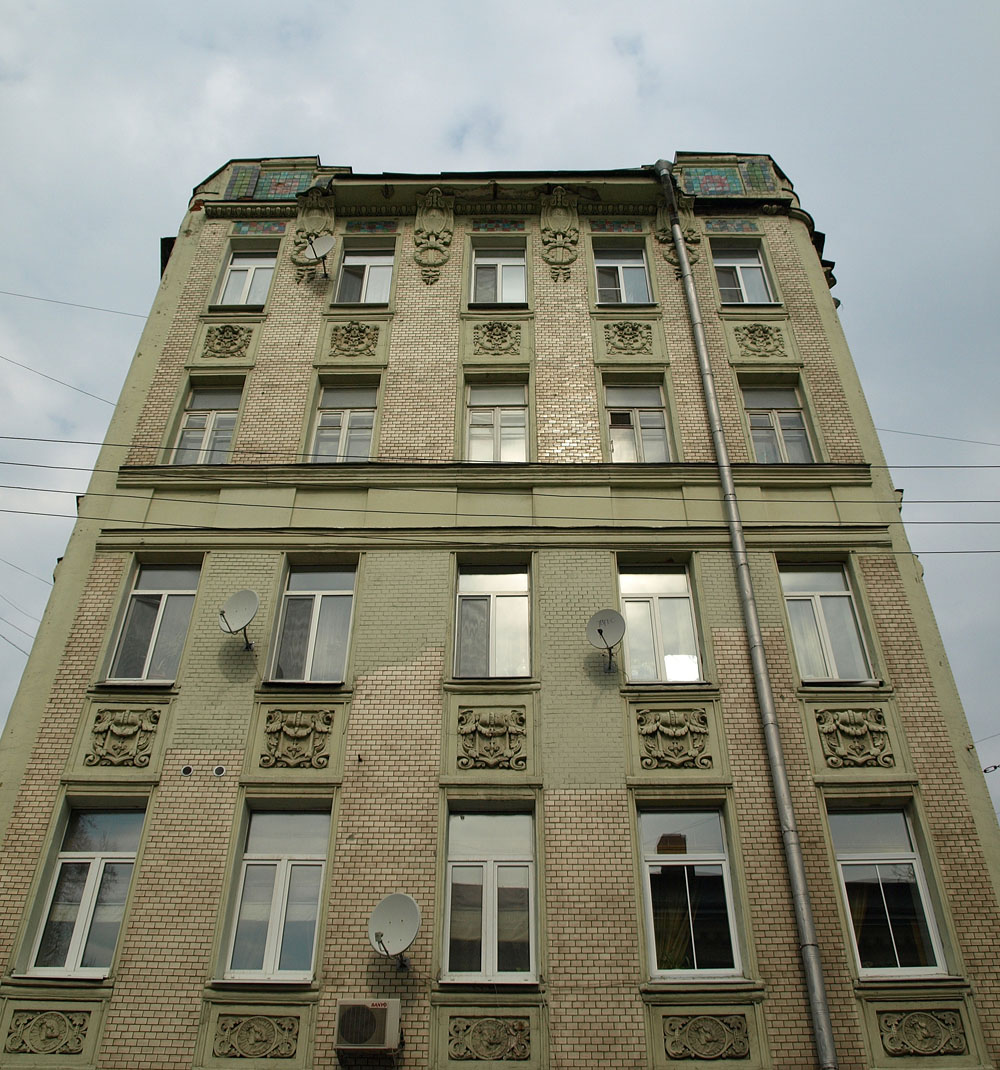
Détails de la façade en céramique du numéro 19/28.
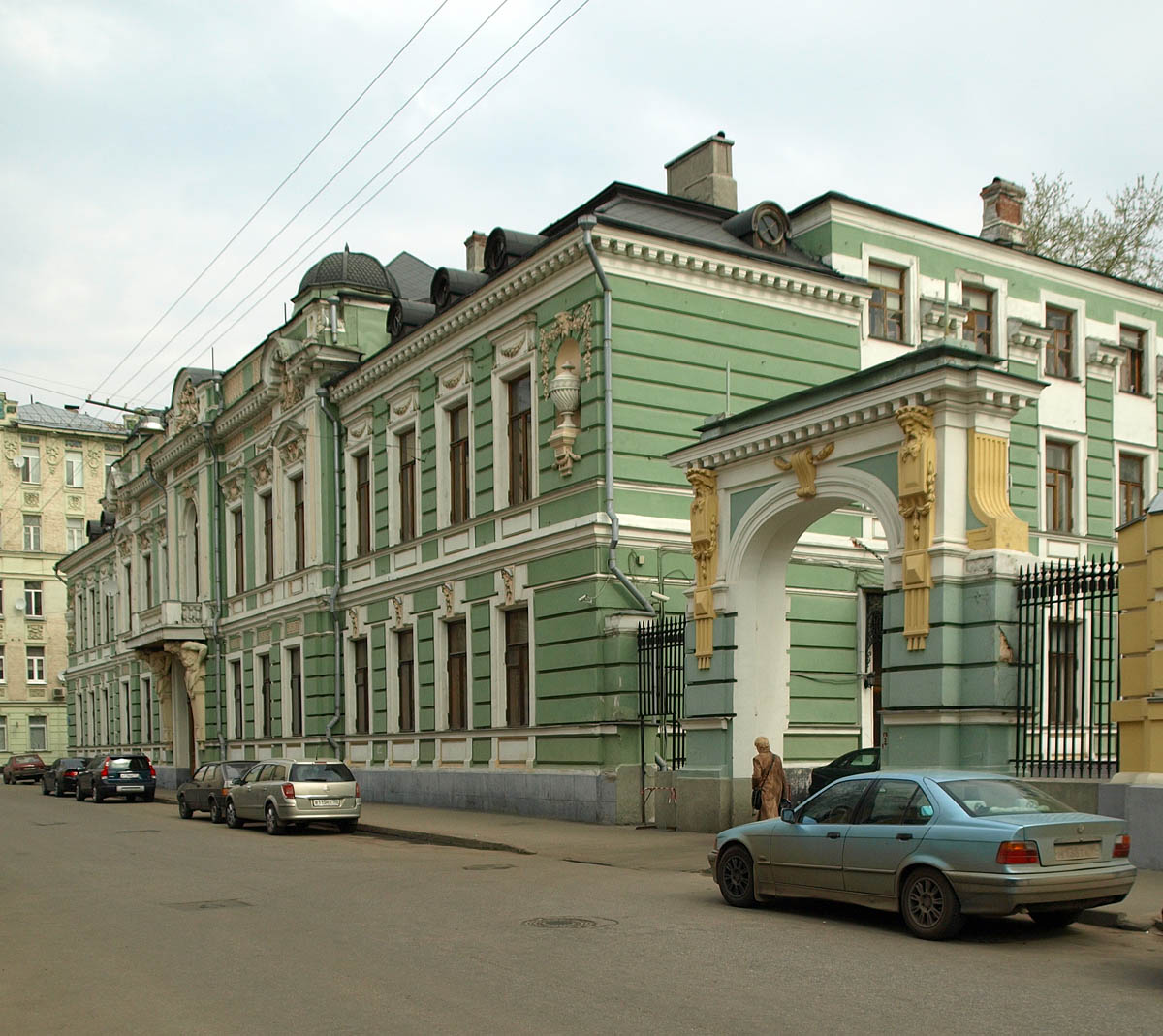
Hôtel particulier Morozov au numéro 21.
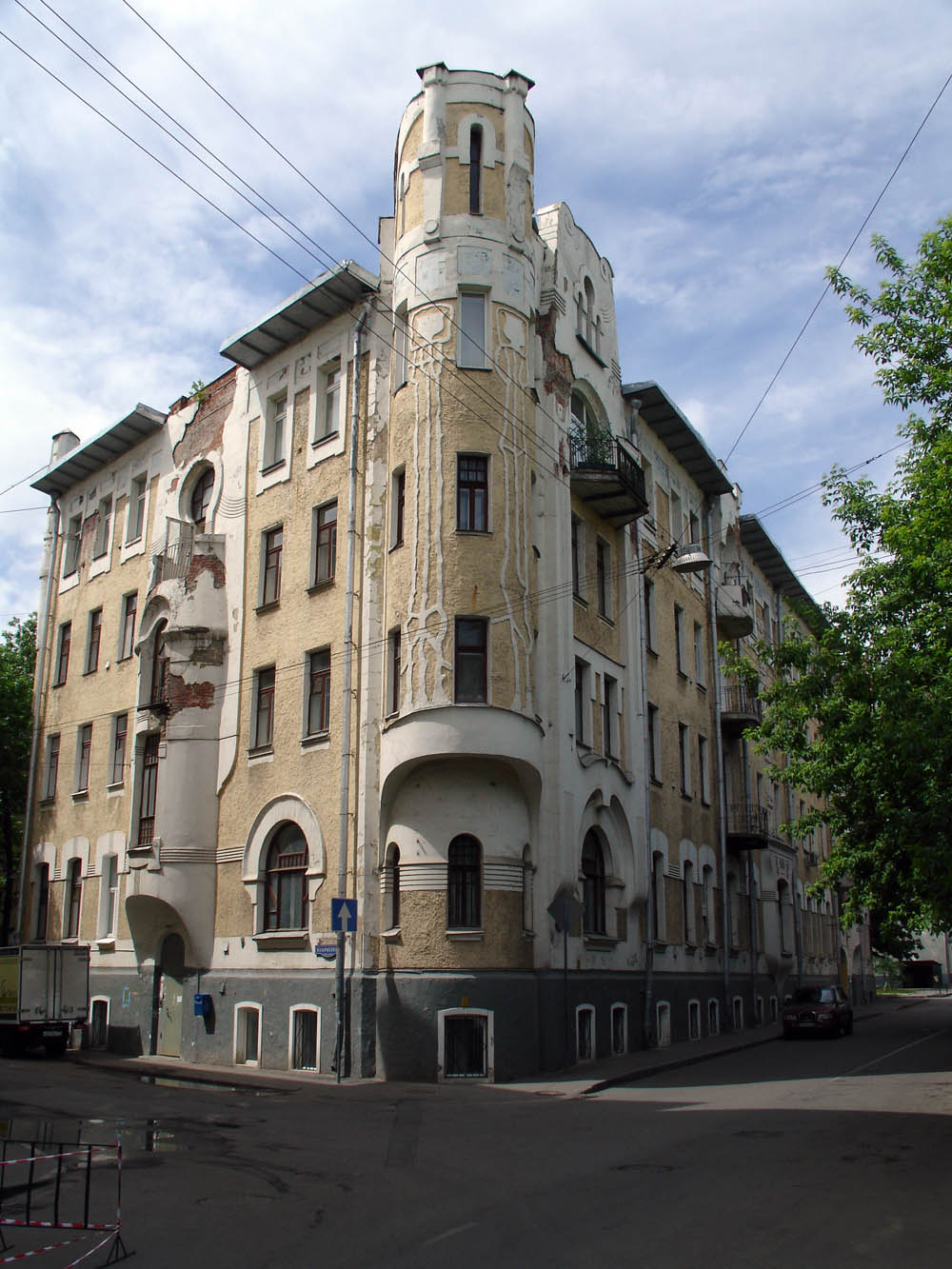
Immeuble au numéro 18/5.

## Source
- (ru) Cet article est partiellement ou en totalité issu de l’article de Wikipédia en russe intitulé « Подсосенский переулок » (voir la liste des auteurs).